# Тюхтетський район
Тюхтетський район (рос. Тюхтетский район) — адміністративна одиниця та муніципальне утворення в західній частині Красноярського краю. Адміністративний центр — село Тюхтет.

## Географія
Площа території 9339 км.
Суміжні території:
- Північ: Єнісейський район
- Схід: Бірилюський район
- Південний захід: Великоулуйський район
- Південь: Боготольський район
- Захід: Кемеровська область та Томська область